# Kojaško jezero
Kojaško jezero (rus. Кояшское озеро) ili Koiaske (ukr. Кояське озеро) je slano jezero na obali Kerčkog poluotoka na Krimu, odvojeno od Crnog mora kopnenim pojasom. Dugo je 4 kilometra, široko 2 kilometra i duboko 1 metar. Jezero ima ružičastu do grimiznu boju, ovisno o svjetlu, zbog prisutnosti mikroskopskih algi koje žive u vodi. Kada voda ispari, sol u jezeru se kristalizira na kamenju i obalama, stvarajući kristalno kamenje i miris ljubice. Uzunlarsko jezero se nalazi 4 km zapadno.
Ovo mjesto se smatra ljekovitim i cijene ga neki mještani. Turisti ga rijetko obilaze.

## Vanjske poveznice
|  | Zajednički poslužitelj ima još gradiva o temi Kojaško jezero |